# Travis Mayer
Travis Mayer (n. 22 februarie 1982, Buffalo, New York, SUA) este un sportiv ce a reprezentat Statele Unite ale Americii, medaliat olimpic. A participat la 2 ediții ale Jocurilor Olimpice (2002, 2006) în care a câștigat o medalie de argint.